# Сеноводы
Сеноводы (укр. Сіноводи) — село в Деражнянском районе Хмельницкой области Украины.
Население по переписи 2001 года составляло 4 человека. Почтовый индекс — 32220. Телефонный код — 3856. Занимает площадь 0,247 км². Код КОАТУУ — 6821584003.

## Местный совет
32220, Хмельницкая обл., Деражнянский р-н, с. Кальная, ул. Панасюка, 3